# Calle Santa Teresa (Sevilla)
La calle Santa Teresa es una vía pública de la ciudad española de Sevilla.

## Descripción
La vía discurre desde la calle Ximénez de Enciso hasta la plaza de Santa Cruz. Debe el título al convento de las Teresas, sito allá. Aparece descrita en la Noticia histórica del origen de los nombres de las calles de esta ciudad de Sevilla (1839) de Félix González de León con las siguientes palabras:

Calle de santa Teresa. El convento de monjas Carmelitas Descalzas de santa Teresa de Jesus, situado en esta calle, es el que le ha dado el nombre de las monjas Teresas. Este convento lo fundó la misma santa viviendo en Sevilla, en unas casas en la calle de las Armas el año de 1575 donde apenas tuvo forma, pues habiendo dicha santa padecido calumniosa persecucion, no pudo atender á su perfeccion; pero libre y triunfante de ella el año siguiente de 1576, mejorando de edificio en la calle de la Pajería, quedó en forma constituido. En la Pajería permaneció algunos años hasta que se estableció en esta calle donde permanece sin nada esterior que observar. Esta calle la ilustró viviendo los últimos años de su vida y muriendo en ella en una casa frente al referido convento, que hoy vive el escribano de cámara don Pedro Montes; el célebre pintor Bartolomé Estevan Murillo, honor de Sevilla, padre de la pintura y embidia de las naciones estrangeras, que á muy subidos precios se llevan sus mejores cuadros con menoscabo de nuestra opulencia y pérdida de los mas preciosos monumentos de nuestras artes, para enriquecer con ellos sus mejores palacios y museos. Freno se ha puesto á esta estraccion tan perjudicial, es verdad; pero aun no es bastante y es por desgracia tarde, pues quizás hay mas cuadros buenos fuera de la Nacion, que los que se conservan. La calle (que pertenecía á la antigua Alhamia) es estrecha y pasa de calle Encisos á la plaza de santa Cruz, à cuya parroquia y cuartel B. pertenece.
(González de León, 1839, pp. 435-436)